# Hans Friderichs
Hans Friderichs (Wittlich, 16 ottobre 1931) è un dirigente d'azienda e politico tedesco.

## Biografia

### Formazione e occupazione
Dopo il liceo (Abitur) nel 1950 ha studiato giurisprudenza a Marburgo, Graz e Magonza. A Marburgo si unì al Corpo Teutonia. È diventato giurista nel 1957 ed è stato fino al 1963 direttore commerciale della Camera dell'industria e del commercio nell'Assia Renana a Bingen.
Dopo l'omicidio di Jürgen Ponto nella Dresdner Bank, perpetrato da terroristi della RAF, nel 1977 Friderichs si unì al consiglio di amministrazione della banca.

### Parlamentare e attività ministeriale
Fino al 1964, Friedrichs era membro dell'assemblea popolare del distretto a Bingen, dove era leader del gruppo FDP. È stato membro del Bundestag dal 1965 al 1969 e dal 1972 al 1977.
Friedrichs fu nominato nel 1969 da Helmut Kohl allora Ministro presidente della Renania-Palatinato, come segretario di stato per l'agricoltura, la viticoltura e la silvicoltura.
Dopo le elezioni in Germania Ovest nel 1972, divenne ministro dell'industria tedesco nel secondo governo di Willy Brandt. Ricoprì anche la carica nel primo e secondo governo di Helmut Schmidt, ma si dimise sorprendentemente nel 1977 e divenne membro del consiglio di amministrazione di Dresdner Bank.

## Controversie
Friderichs insieme ad altri politici tedeschi fu condannato per evasione fiscale, nella vicenda nota come Affare Flick, nel 1985.